# Les Llagunes (Ribagorça)
Les Llagunes és un poble del municipi de les Paüls, situat en un coster que domina, per la dreta, la Valira de Castanesa. La seva església de Sant Bartomeu depèn de la parròquia de Senyiu. Formava municipi al segle xix.